# 赫氏无鳔鲉
赫氏无鳔鲉（学名：Helicolenus hilgendorfi）为輻鰭魚綱鮋形目平鮋科平鲉科无鳔鲉属的鱼类。分布于日本以及中国东海等海域，棲息深度150-500公尺，為溫帶海水魚，體長可達27公分，棲息在沙泥底質底層水域，生活習性不明，可做為食用魚。该物种的模式产地在东京。